# Абель Халед
Абель Халед (фр. Abel Khaled, нар. 9 листопада 1992, Люксей-ле-Бен) — алжирський і французький футболіст, півзахисник клубу «Мондорф-ле-Бен».

## Ігрова кар'єра
У дорослому футболі дебютував 2010 року виступами за команду клубу «Епіналь», в якій провів два сезони, взявши участь у 14 матчах чемпіонату в четвертому та третьому дивізіонах. 
До складу клубу «Брест» приєднався в січні 2012 року. У команді з Бреста не став гравцем основного складу: ні перші півтора року в Ліги 1, ні після пониження в класі до Ліги 2 влітку 2013. Загалом за три з половиною роки провів у чемпіонаті 37 матчів, переважно вихоячи на заміну.
Наступні три роки своєї кар'єри провів в Алжирі, граючи за різні клуби вищого дивізіону: по року в «РК Арбаа», «УСМ Алжир» та «Тадженанеті».
Влітку 2018 повернувся до Європи, де після кількох місяців пошуків приєднався до клубу четвертого швейцарського дивізіону «Делемон».
З літа 2019 виступає за клуб Національного футбольного дивізіону Люксембургу «Мондорф-ле-Бен».